# Свердлов (Брянская область)
Свердлов — опустевший поселок в Клинцовском районе Брянской области в составе  Коржовоголубовского сельского поселения.

## География
Находится в западной части Брянской области на расстоянии приблизительно 13 км на северо-восток по прямой от районного центра города Клинцы.

## История
Упоминался с 1930-х годов.На карте 1941 года показан как поселение с 18 дворами.

## Население
| 2010 | 2013 |
| ---- | ---- |
| 1    | →1   |

Численность населения: 5 человек (2002), 2 человека (2017), 2 человека (2021).
Будет упразднен как фактически не существующий в связи с переселением всех жителей на постоянное место жительства в другие населённые пункты.